# رقص عروسی
رقص عروسی (به انگلیسی: The Wedding Dance) (گاهی با نام دهکده رقص (The Dance Village) شناخته می‌شود) یک نقاشی روغن روی پانل سال ۱۵۶۶ اثر پیتر بروگل است. این اثر متعلق به مؤسسه هنر دیترویت در دیترویت، میشیگان تست که در سال ۱۹۳۰ توسط مدیر آن در انگلستان کشف شد و به دیترویت آورده شد.